# Утар (Карґан-Руд)
Утар (перс. اوتار) — село в Ірані, у дегестані Лісар, у бахші Карґан-Руд, шагрестані Талеш остану Ґілян. За даними перепису 2006 року, його населення становило 781 особу, що проживали у складі 192 сімей.

## Клімат
Середня річна температура становить 14,09°C, середня максимальна – 26,82°C, а середня мінімальна – -0,02°C. Середня річна кількість опадів – 816 мм.
| Клімат поселення                              | Клімат поселення | Клімат поселення | Клімат поселення | Клімат поселення | Клімат поселення | Клімат поселення | Клімат поселення | Клімат поселення | Клімат поселення | Клімат поселення | Клімат поселення | Клімат поселення | Клімат поселення |
| Показник                                      | Січ.             | Лют.             | Бер.             | Квіт.            | Трав.            | Черв.            | Лип.             | Серп.            | Вер.             | Жовт.            | Лист.            | Груд.            |                  |
| Середній максимум, °C                         | 9,66             | 10,32            | 12,32            | 17,27            | 21,84            | 25,04            | 26,82            | 26,72            | 23,38            | 20,18            | 15,53            | 11,40            |                  |
| Середня температура, °C                       | 4,80             | 5,50             | 7,48             | 12,42            | 17,00            | 20,21            | 23,12            | 23,00            | 19,66            | 16,46            | 11,82            | 7,70             |                  |
| Середній мінімум, °C                          | −0,02            | 0,64             | 2,64             | 7,58             | 12,16            | 15,37            | 19,35            | 19,30            | 15,94            | 12,71            | 8,04             | 3,97             |                  |
| Норма опадів, мм                              | 75               | 68               | 69               | 52               | 40               | 26               | 12               | 36               | 92               | 140              | 105              | 101              |                  |
| Середньомісячна швидкість вітру, м/с          | 2.40             | 2.48             | 2.48             | 2.40             | 2.40             | 2.66             | 2.70             | 2.40             | 2.28             | 2.10             | 2.00             | 2.10             |                  |
| Середньомісячна сонячна радіація, кДж/м²·день | 6784             | 9057             | 11261            | 15839            | 20105            | 22832            | 23800            | 20231            | 16349            | 11037            | 8315             | 6380             |                  |
| --------------------------------------------- | ---------------- | ---------------- | ---------------- | ---------------- | ---------------- | ---------------- | ---------------- | ---------------- | ---------------- | ---------------- | ---------------- | ---------------- | ---------------- |
| Джерело:                                      |                  |                  |                  |                  |                  |                  |                  |                  |                  |                  |                  |                  |                  |